# Kunstenaarsfamilie

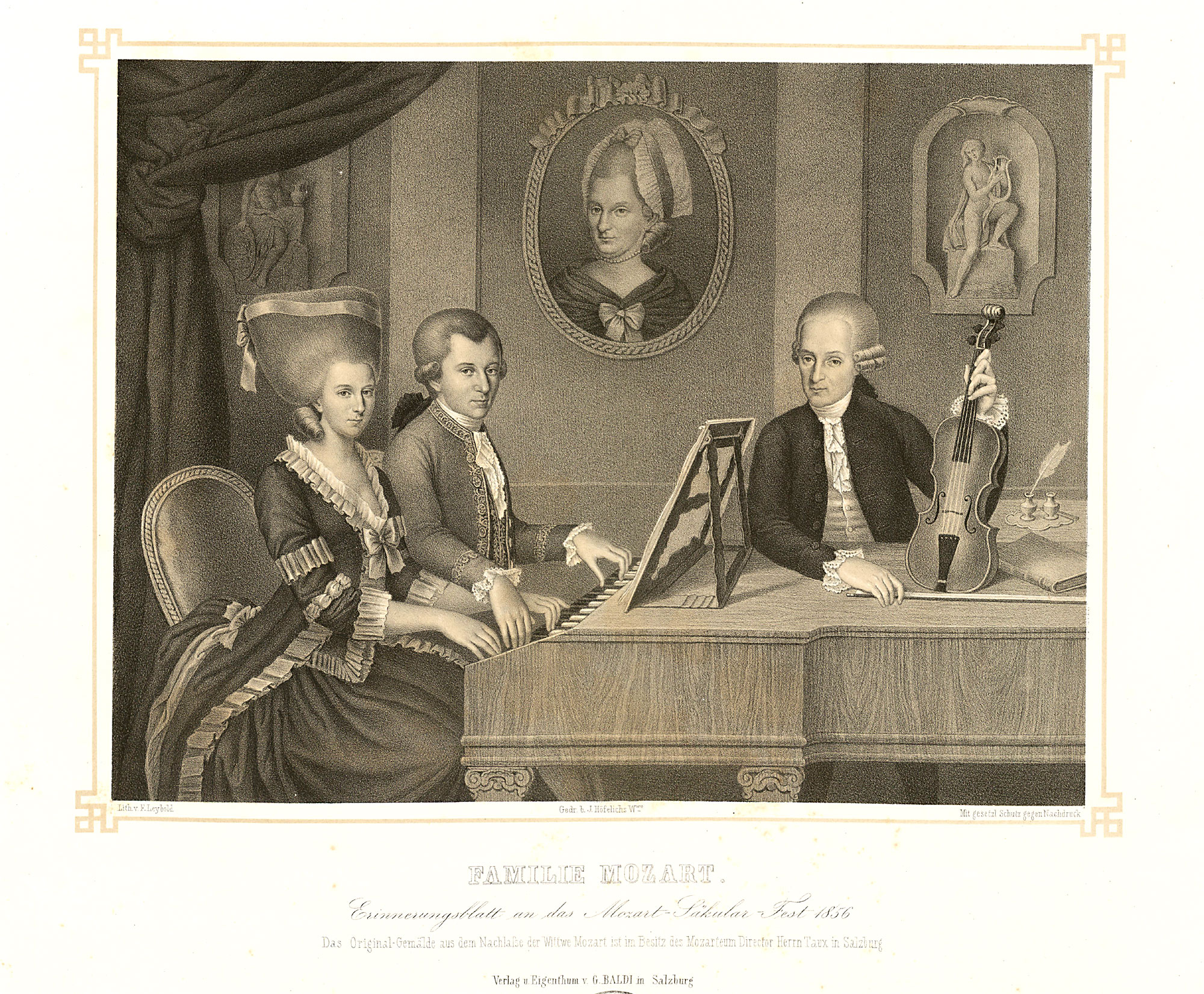
Een familieportret van de familie Mozart, een voorbeeld van een bekende kunstenaarsfamilie.

Met een kunstenaarsfamilie wordt een familie bedoeld waarin meerdere familieleden (van meerdere generaties) kunstenaar of kunstenares zijn. Veelal gebeurt dit doordat de beoefening van een kunstvorm binnen een familie wordt doorgegeven.
In Nederland was de schilderkunst in het bijzonder in de Gouden Eeuw een belangrijke ambacht, dat vaak binnen een familie werd doorgegeven. Bekende kunstschilderfamilies zijn bijvoorbeeld de geslachten Barbiers, Knip en Koekkoek.